# فلوميكوين
فلوميكوين Flumequine روزوكساسين  الزمرة الدوائية مضاد حيوي من الجيل الأول للكوينولونات وهو فلوروكوينولون اصطناعي. يستخدم لعلاج الالتهابات البكتيرية. وهو مضاد للجراثيم فلوروكوينولون الذي تم إزالته من الاستخدام السريري ولم يعد يجري تسويقه.

## الخواص
مسحوق أبيض، ليس له رائحة، ليس له طعم، لا يذوب في الماء ويذوب في المذيبات العضوية.

## التاريخ
وكان الكينولون الأول استخداما هو حمض الناليديكسيك (تم تسويقه في العديد من البلدان ك Negram) يليه فلوروكوينولون وفليميكوين flumequine . عوامل فلوروكوينولون الجيل الأول، مثل فليميكوين، كان له سوء توزيع في أنسجة الجسم ونشاط محدود. على هذا الأساس كان يستخدم أساسا لعلاج التهابات المسالك البولية. فليميكوين (بنزو كينوليزن) حصل على براءة اختراع الأولى في عام 1973، (براءات الاختراع الألمانية) من خلال مختبرات ريكر. فليميكوين هو مركب معروف مضاد للميكروبات هو موضح، ويحمل في الولايات المتحدة بات. رقم 3896131 (مثال 3)، 22 يوليو 1975. على الرغم استخدامه لعلاج حيوانات المزرعة والحيوانات الأليفة المنزلية في بعض الأحيان، واستخدم فليميكوين أيضا لعلاج التهابات المسالك البولية لدى البشر. فليميكوين، وكان يستخدم على نحو عابر لعلاج الالتهابات البولية حتى أفادت التقارير عن التسمم البصري. وكذلك تلف الكبد وصدمة فرط الحساسية.

## المخلفات الدوائية
ان استخدام فليميكوين في الحيوانات الغذائية اثار جدلا كبيرا. تم العثور على رواسب هامة وضارة من الكينولون في الحيوانات التي عولجت باستعمال الكينولون وبعد ذلك ذبحت وتم بيعها على أنها منتجات غذائية. وكان هناك قلق كبير بشأن كمية مخلفات فليميكوين التي وجدت داخل الحيوانات الغذائية مثل الأسماك والدواجن والماشية.

## آليه العمل
هو مضاد حيوي واسع الطيف وهو فعال ضد كل من البكتيريا إيجابية الجرام وسالبة الجرام.يثبط الحامض النووي أو حمض النيوكليك الجرثومي.

هذه الآلية يمكن أن تؤثر أيضا على المتماثل من خلايا الثدييات. على وجه الخصوص، بعض المتجانسات من هذه العائلة الدوائية (على سبيل المثال تلك التي تحتوي على الفلور C-8)، يظهر فعالية عالية ليس فقط ضد topoisomerases البكتيري، ولكن أيضا ضد topoisomerases الحقيقية النواة، وهي مواد سامة لخلايا الثدييات المستزرعة و داخل الجسم الحي  نماذج الورم.

## الاستعمال الطبي
علاج أمراض والتهابات الجهاز البولي (ويستخدم أيضاً لهذا الغرض في الطب البيطري).

## الحرائك الدوائية
- الامتصاص: يمتص جيداً.
- العمر الإطراحي: 168 بعد المعالجة، إلا أن هناك دراسات أثبتت وجود رسابات إضافية غير معروفة، وهي مستقبات. وتعدّ الدراسات المستقلب الأساسي 24 ساعة بعد آخر جرعة وفي كل الأوقات اللاحقة.
- الإطراح: يطرح مع البول والبراز.

## الآثار الجانبية
وارتبط فليميكوين مع سمية العين الشديدة، مما يحول دون استخدامه في المرضى من البشر. له آثار سمية عديدة مما حال دون استخدامه عند الإنسان، فهو:
- يحرض تشكل حصاة الكلية.[22][23][24]
- صدمة تآقية
- فرط حساسية: صدمة، شرى، وذمة كوينك Quincke (بعد ساعتين من تناول أول جرعة)
- تأثير على CNS
- جلدية: حمامى (التهاب جلد)، حكة، شرى، طفح.
- اضطرابات هضمية وعصبية.

## الأشكال الصيدلانية
1. الطب البيطري: محاليل فموية 10%، 20% (يعطى بموجب وصفة فقط)
2. عند الإنسان: 400ملغ (تم إيقافه)